# Lennart Bengtsson
Lennart Karl Bengtsson (ur. 30 września 1957 w Eskilstunie) – szwedzki żużlowiec.
Złoty medalista młodzieżowych indywidualnych mistrzostw Szwecji (Sztokholm 1978). Dwukrotny srebrny medalista mistrzostw Szwecji par klubowych (1980, 1982). Trzykrotny medalista drużynowych mistrzostw Szwecji: złoty (1977) oraz dwukrotnie brązowy (1978, 1982). Finalista indywidualnych mistrzostw Szwecji (Vetlanda 1981 – XIII miejsce). Brązowy medalista drużynowych mistrzostw Wielkiej Brytanii (1981).
Reprezentant Szwecji na arenie międzynarodowej. Uczestnik finału nordyckiego drużynowych mistrzostw świata (Gislaved 1983 – II miejsce). Wielokrotny uczestnik eliminacji indywidualnych mistrzostw świata (najlepszy wynik: 1982 – V miejsce w końcowej klasyfikacji finału szwedzkiego).
W lidze szwedzkiej reprezentował barwy klubu Smederna Eskilstuna (1977–1983, 1986–1987), natomiast w brytyjskiej – Swindon Robins (1981).